# 뉴잉글랜드신학
뉴잉글랜드신학(New England theology, New Haven Theology)이란 뉴잉글랜드 지역의 회중 교회가운데서 성장한 신학이다. 조나단 에드워즈가 세운 신학적 작업이 시작된 1732년을 기원으로하여 미국 남북 전쟁 바로전에 절정을 이루었더가 1880년 후에 급격하게 사라졌다.
이 신학은 신신학(New Theology) 또는 사무엘 홉킨스의 이름을 따서 홉킨스주의라고도 불린다. 홉킨스는 자신을 '지속적인 칼빈주의'라고 칭했다. 조셉 벨라미와 나다니엘 테일러, 에드워즈 주니어도 이에 속한다. 1822년 예일 신학대학교가 설립되면서, 나다니엘 테일러의 영향력이 커졌다. 그는 '뉴헤이븐 신학'으로 명명하였는데, 나중에 앤도버신학교의 에드워즈 아마사 팍이 1852년의 에세이에서 '뉴잉글랜드신학'으로 부르기 시작했다.
이 시기에 이 신학은 회중교회가운데서 주도적인 학파가 되었으며 장로교를 2개의 학파로 나누게 하였다. 신학파와 구학파로 분리되었다. 신학파는 자유, 능력, 그리고 인간의 책임성을 강조한 반면 구학파들은 웨스트민스터 신앙고백와 도르트 총회에 근거한 원죄와 타락과 윤리를 강조하였다.

## 특징
조나단 에드워즈 사후에 그를 칭송하는 무리들이 점차 에드워즈의 유산이라고 할 수 있는 그의 가르침을 중심으로 신학을 재구성하기 시작했다. 이 신학에는 칼빈주의의 교리를 따르지만 대각성 (운동)을 거친 이후라서 순수한 교리중심에서는 점차 멀어지고, 경건대신에 도덕주의(Moralism)가 설교의 중심이 되었다.
1820년에 미국 유니테리언 교단의 창시자인 윌리엄 채닝은 이러한 신학을 비판하면서 정통칼빈주의가 사망했다라고 주장했다. 이러한 주장은 그당시에 이미 등장했던 자연신학에서의 도덕법과 자연법이 사람과 하나님에게 동일하게 적용되어야 한다는 이성적인 판단에 의한 것으로 하나님의 말씀 보다는 자연법이 더 우선된다는 오류를 범하게 된 것이었다. 이런 하나님과 인간의 관계가 의무조항이 되버린 결과, 회개나 믿음은 사람에게 필요한 도리정도로 생각이 되고, 도덕적 의무가 더 실질적인 설교의 주제가 되었다. 이런 도덕철학은 당시에 대학에서는 가장 중요한 과목이었고, 총장이나 학장이 직접 가리키면서 인재양성을 도모하였다.
나다니엘 테일러의 신학을 따르는 자들을 '테일러라이트'라고 불렀는 데, 조나단 에드워즈의 신학을 재구성하여, 보다, 관대하고, 부드러운 칼빈주의를 만들었다. 그 당시 유니테리언주의자들이 칼빈주의의 하나님을 독재자로 불렀던 것에 대해 반발하기 위함이었다. 또한 모든 사람이 구원받아야 하기 때문에, 보다 더 적극적으로 자발적인 미덕의 중요함을 강조하였다.

## 주된 표현들
- Disinterested Benevolence (사심이 없는 박애심) :진정으로 도덕적인 사람은 하나님에 의해 저주까지도 달게 받는다.
- 조셉 벨라미의 교리 : 죄는 하나님께서 세상에 최선의 것을 성취하기 위해 필요한 것이다.
- 속죄(atonement)에 대한 정부이론 : 도덕정부라는 개념을 자연 신학을 대변하기 위해 도입하였다.

## 분쟁과 분열
1820년대 후반, 테일러라이트(나다니엘 테일러를 따르는 자들)과 타일러라이트(베넷 타일러를 따르는 자들)간의 분열이 생겼다. 그 원인은 테일러라이트들이 원죄교리에 손상을 입혔고, 중생에서 인간의 책임을 강조했기 때문이다. 이에 따라 타일러라이트들은 조나단 에드워즈의 출생지와 가까운 이스트 윈저에 코네티컷 신학협회( Theological Institute of Connecticut, 지금의 하트포드 신학교의 전신)을 설립하였다. 이 분열은 코네티컷 회중교회와 장로교회의 분열로 현재까지 이어지고 있다.

## 같이 보기
- 티모시 드와이트
- 휴고 그로티우스: 법철학
- 조셉 버틀러
- 속죄에 대한 다양한 이론들

 본 문서에는 현재 퍼블릭 도메인에 속한 Schaff-Herzog Encyclopedia of Religious Knowledge 1914의 내용을 기초로 작성된 내용이 포함되어 있습니다.